# Spermatofite
Spermatofitele reprezintă o grupare de plante superioare cu structura diferențiată în rădăcină, tulpină, frunze, flori și care produc semințe. Sunt o încrengătură a regnului vegetal, cuprinzând plantele cu flori și semințe. Spermatofitele se împart în două categorii: gimnosperme și angiosperme.
Gimnospermele sunt un grup de plante lemnoase (arbori și arbuști) cu lemnul format predominant din traheide. Florile sunt unisexuate, cuprinzând plantele ale căror semințe se dezvoltă pe o carpelă deschisă (din greacă γυμνός "gymnós" = dezvelit  și σπέρμα "spérma" = sămanță). Exemple de gimnosperme: brad, molid, pin, tuia, cedru, chiparos, Ginkgo biloba, cârcel, ienupăr, tisă etc.
Angiospermele sunt cele mai evoluate plante, cu corpul un corm tipic, perfect adaptat la viața terestră. Ulterior, unele specii s-au readaptat la mediul acvatic. Sunt răspândite pe tot globul, cu excepția zonelor polare. Exemple de angiosperme: păr, măceș, trandafir, fasole, varză, cartof, ceapă, lalea, grâu, papură etc. Organele lor realizează o strânsă corelație între structură și funcții. În structura lemnului apar traheile, care ușurează circulația sevei brute. În organizarea florii apar învelișuri florale, de obicei colorate, care atrag insectele, precum și pistilul, care închide ovulele în ovar. Organul reproducător masculin este androceul, format din totalitatea staminelor, iar cel feminin este gineceul, care este format din totalitatea carpelelor.